# Mátyássy Szabolcs
Mátyássy Szabolcs (Budapest, 1974. szeptember 4. –) magyar zeneszerző, színész, művészetigazgatási menedzser, egyetemi docens, 2023-2025 között a Csokonai Nemzeti Színház Debrecen igazgatója.

## Életpályája
1981–1989 között a Kosciuszkó Tádé Utcai Általános Iskola ének-zene tagozatán tanult. 1989–1994 között a Városmajori Gimnázium és a Szilágyi Erzsébet Gimnázium tanulója volt. 1994–1997 között a Nemzeti Színiakadémia növendéke, Hámori Ildikó és Kőváry Katalin osztályában. 1997–2003 között a Szegedi Nemzeti Színház, 2003–2006 között a veszprémi Petőfi Színház színésze volt. 2006–2007 között ismét a Szegedi Nemzeti Színházban dolgozott színészként és zeneszerzőként. Két évet élt Svédországban, majd egy-egy évet Skóciában és Kínában. 2011–2014 között a Liszt Ferenc Zeneművészeti Egyetem alkalmazott zeneszerzés, 2014–2016 között zeneszerző mesterszakos hallgatója volt.
2012-től a Színház- és Filmművészeti Egyetem oktatója (zenés színészmesterség, alkalmazott zeneszerzés, zene és film, zenés improvizáció, zenei alapismeretek, zenei írás-olvasás, zenedramaturgia, zenetörténet), 2024-től docense. 2016-ban alapítója volt a Sztalker Csoport színházi formációnak. 2017-ben a Studio 5 nevű zeneszerzői csoport alapítója.
2018-tól a Magyar Zeneszerzők Szövetségének tagja. 2019–2022 között a Pesti Magyar Színiakadémia osztályvezető tanára volt. 2021-ben Művészetigazgatási menedzser képesítést szerez a Károli Gáspár Református Egyetemen. 2021-ben vette át summa cum laude DLA doktori fokozatát a(z) SZFE Doktori Iskolájában. (Témavezetőjeː Tallér Zsófia és Termes Rita.) 2021-től a Magyar Művészeti Akadémia ösztöndíjasa, 2022-től az MMA – Színházművészeti tagozatának köztestületi tagja.
2023-tól az SZFE zenés színész osztály osztályvezető tanára, társosztályfőnök: Méhes László.
2023-tól a Csokonai Nemzeti Színház Debrecen igazgatója, megbízatása 2028-ig szólt. 2025-ben távozott a színházból.

## Főbb filmes zeneszerzői munkái
- Tercett – Rendező: Szilágyi Bálint, 2022
- Disznóvágás[15] – Rendező: Szakonyi Noémi, 2016
- Azok[16] – Rendező: Meggyes Krisztina, 2015 (Filmkritikusok díja, 2016)
- Elválasztva[17] – Rendező: Vincze Máté, 2015
- Életreítéltek[18] – Rendező: Szakonyi Noémi , Vincze Máté, 2015
- Ötlettől a milliókig – Dokumentumfilm-sorozat, Rendező: Meggyes Krisztina, 2014
- Birdman – Rendező: Szakonyi Noémi, 2013
- Marika nem cica– Rendező: Kerékgyártó Yvonne, 2013

## Főbb színházi zeneszerzői munkái
- Kedd – Rendező: Kocsis Gergely, 2024, Katona József Színház, Budapest
- Mezítláb a parkban – Rendező: Kocsis Gergely, 2023, Belvárosi Színház, Budapest
- Balkon kilátással[19] – Rendező: Kocsis Gergely, 2022, Belvárosi Színház, Budapest
- Száll a kakukk fészkére – Rendező: Funtek Frigyes, 2021, József Attila Színház, Budapest
- Az öreg hölgy látogatása – Rendező: Funtek Frigyes, 2020, Győri Nemzeti Színház
- A kripli – Rendező: Halasi Dániel, 2020, Nyíregyházi Móricz Zsigmond Színház
- Eldorádó[20] – Rendező: Funtek Frigyes, 2020, József Attila Színház, Budapest
- Az utolsó aleppói bohóc[21] – Rendező: Blaskó Borbála, 2019, Stúdió K Színház, Budapest
- Vízkereszt, de amúgy mindegy[22][23] – Rendező: Ifj. Vidnyánszky Attila, 2019, Gyulai Várszínház
- Becéző szavak – Rendező: Kocsis Gergely, 2019, Belvárosi Színház, Budapest
- Talpra, magyar! – Rendező: Szurdi Miklós, 2018, Papp László Sportaréna, Budapest
- Woyzeck[24][25] – Rendező: Ifj. Vidnyánszky Attila, 2018, Nemzeti Színház, Budapest
- Menekülés[26] – Rendező: Zsótér Sándor, 2016, Szegedi Nemzeti Színház
- Hajmeresztő – Rendező: Janik László, 2016, Veres1Színház
- Macska a forró bádogtetőn – Rendező: Zsótér Sándor, 2015, Kecskeméti Katona József Színház
- Hanna (2015)
- Tündér Lala – Rendező: Kelemen József, 2012, Kaposvári Csiky Gergely Színház
- Óz, a nagy varázsló – Rendező: Bal József, 2012, Harlekin Bábszínház, Eger
- Lüzisztraté (2007)
- Szindbád – Rendező: Janik László, 2006, Szegedi Nemzeti Színház

## Fontosabb színházi szerepei
- Barillet-Grédy: A kaktusz virága[27] (Igor), R: Bal József – Szegedi Nemzeti Színház, 2006
- Dés-Geszti-Békés: A dzsungel könyve (Sir Kán), R: Bal József – Szegedi Nemzeti Színház, 2006
- Dobozy: A tizedes meg a többiek (Gálfy), R: Korognai Károly – Veszprémi Petőfi Színház, 2005
- Stein: Zorba (Niko), R: Halasi Imre – Veszprémi Petőfi Színház, 2005
- E. Albee: Nem félünk a farkastól (Nick), R: Esztergályos Károly –Veszprémi Petőfi Színház, 2005
- Molnár F: Az üvegcipő (Császár Pál), R: Galambos Péter – Veszprémi Petőfi Színház, 2005
- Németh L: Galilei[28] (Barberini bíboros), R: Ruszt József, Veszprémi Petőfi Színház, 2004
- W. Shakespeare: A makrancos hölgy[29] (Grumio), R: Funtek Frigyes – Veszprémi Színház, 2003
- Stein: Hegedűs a háztetőn (Percsik), R: Bor József – Veszprémi Petőfi Színház, 2003
- A Miller: A salemi boszorkányok (Hale tiszteletes), R: Szalma Tamás – Szegedi Nemzeti Színház, 2002
- W. Shakespeare:Szentivánéji álom (Théseus), R: Alföldi Róbert–Szegedi Nemzeti Színház,2001
- Stein-Jenbach-Kálmán: Csárdáskirálynő (Bóni), R: Halasi Imre – Szegedi Nemzeti Színház, 2001
- J. Osborne: Dühöngő ifjúság (Cliff), R: Valló Péter – Szegedi Nemzeti Színház, 2000
- Horváth-Presser: A padlás (Rádiós), R: Korognai Károly – Szegedi Nemzeti Színház, 2000
- W. Shakespeare: Rómeo és Júlia (Tybalt), R: Korognai Károly – Szegedi Nemzeti Színház, 1999
- W. Shakespeare: Falstaff (John), R: Zsótér Sándor – Szegedi Nemzeti Színház, 1999
- A.P.Csehov: Platonov (Isaac Vengerovics), R: Telihay Péter – Szegedi Nemzeti Színház, 1999
- Kander-Masteroff: Kabaré (Cliff Bradshaw), R: Angyal Mária – Szegedi Nemzeti Színház, 1999
- A. Miller: Az ügynök halála (Bernard), R: Zsótér Sándor- Szegedi Nemzeti Színház, 1997
- H.H.Jahnn: III. Richárd megkoronázása, R : Zsótér Sándor – Szegedi Szabadtéri Játékok, 1997
- Spiró-Másik: Ahogy tesszük, R: Gaál Erzsi – Nemzeti Színház, Budapest, 1996

## Filmes és televíziós szerepei
- Engedetlen (Béla) Rendező: Moll Zoltán, 2017
- Hacktion: Újratöltve (2012)
- Zuhanórepülés (Hadnagy) Rendező: Novák Erik, 2007
- Az én nevem Jimmy (Cserepes Feri) Rendező: Bohák György, 1990
- Alapképlet, Rendező: Molnár György, 1989
- Csere Rudi (Rudi) Rendező: Fejér Tamás, 1988
- A varázsló álma (Kosztolányi Dezső) Rendező: Molnár György, 1986

## Főbb kortárszenei alkotások
- Magában beszél – Opera-oratórium, 2021
- Scaevola[30][31] – Opera 2 felvonásban, 2017
- Popol Vuh – Oratórium 5 képben, 2016
- Bipolar Etudes[32] (1. Answer to Ives, 2. In the middle of the Swirl) – Kamarazene, 2016
- Nightingale Suite – Nagyzenekari Szvit, 2015
- A csalogány és a rózsa[33][34]– Opera egy részben, 2014

## Szakmai díjak, elismerések
- MÜPA – Zeneműpályázat[35] 1. helyezés, fődíj (musical-rockmusical kategória) – 2020
- “Key to the Future” – Nemzetközi operaíró verseny[36][37] 1. helyezés, fődíj – 2016
- Zeneakadémia zeneszerzés verseny 1. helyezés – 2013
- Zeneakadémia zeneszerzés verseny 2. helyezés – 2012
- Nívó-díj – 1988